# Ginástica na Universíada
A ginástica é um esporte dos Jogos Mundiais Universitários (anteriormente denominado Universíada antes de 2020) que foi disputada pela primeira vez em 1961 como esporte opcional e se tornou esporte obrigatório em 1963 e, desde então, saiu do programa duas vezes em Ginástica na Universíada de Verão de 1975|1975]] e 1989. Em Ginástica na Universíada de Verão de 1973|1973]], pela primeira vez uma competição por aparelhos foi acrescentada ao programa e passaria a ser obrigatória em 1979. Em 1991, a ginástica rítmica foi um dos dois esportes opcionais escolhidos pelos organizadores e esteve presente com o mesmo status em 1995 em 1997, tornando-se esporte obrigatório em 2001. Na edição de 2011, a ginástica aeróbica também fez parte da programação.

## Edições
| Jogos  | Ano  | Cidade-sede       | País anfitrião  | Vencedor        | Segundo lugar   | Terceiro lugar  |
| ------ | ---- | ----------------- | --------------- | --------------- | --------------- | --------------- |
| II     | 1961 | Sófia             | Bulgária        | União Soviética | Japão           | Bulgária        |
| III    | 1963 | Porto Alegre      | Brasil          | Japão           | Hungria         | União Soviética |
| IV     | 1965 | Budapeste         | Hungria         | Hungria         | Japão           | União Soviética |
| V      | 1967 | Tóquio            | Japão           | Japão           | Estados Unidos  | Coreia do Sul   |
| VI     | 1970 | Torino            | Itália          | União Soviética | Japão           | Estados Unidos  |
| VII    | 1973 | Moscou            | União Soviética | União Soviética | Roménia         | Cuba            |
| IX     | 1977 | Sófia             | Bulgária        | União Soviética | Roménia         | Japão           |
| X      | 1979 | Cidade do México  | México          | União Soviética | Roménia         | Japão           |
| XI     | 1981 | Bucareste         | Roménia         | Roménia         | China           | União Soviética |
| XII    | 1983 | Edmonton          | Canadá          | União Soviética | Roménia         | China           |
| XIII   | 1985 | Kobe              | Japão           | União Soviética | Roménia         | China           |
| XIV    | 1987 | Zagreb            | Iugoslávia      | União Soviética | China           | Roménia         |
| XVI    | 1991 | Sheffield         | Reino Unido     | Coreia do Norte | União Soviética | China           |
| XVII   | 1993 | Buffalo           | Estados Unidos  | Ucrânia         | China           | Bielorrússia    |
| XVIII  | 1995 | Fukuoka           | Japão           | Bulgária        | Rússia          | China           |
| XVIX   | 1997 | Catania           | Itália          | China           | Japão           | Ucrânia         |
| XX     | 1999 | Palma de Mallorca | Espanha         | Rússia          | Bielorrússia    | Ucrânia         |
| XXI    | 2001 | Pequim            | China           | China           | Rússia          | Ucrânia         |
| XXII   | 2003 | Daegu             | Coreia do Sul   | Rússia          | Ucrânia         | Coreia do Sul   |
| XXIII  | 2005 | Izmir             | Turquia         | Ucrânia         | China           | Japão           |
| XXIV   | 2007 | Bangkok           | Tailândia       | Ucrânia         | Japão           | Ucrânia         |
| XXV    | 2009 | Belgrado          | Sérvia          | Rússia          | China           | Japão           |
| XXVI   | 2011 | Shenzhen          | China           | China           | Rússia          | Japão           |
| XXVII  | 2013 | Kazan             | Rússia          | Rússia          | Japão           | Coreia do Sul   |
| XXVIII | 2015 | Gwangju           | Coreia do Sul   | Rússia          | Ucrânia         | Japão           |
| XXVIX  | 2017 | Taipé             | Taiwan          | Rússia          | Japão           | Ucrânia         |
| XXX    | 2019 | Nápoles           | Itália          | Rússia          | Japão           | Taipé Chinesa   |
| XXXI   | 2021 | Chengdu           | China           | China           | Japão           | Ucrânia         |

### Quadro geral de medalhas
| Pos.                | País                       | Ouro | Prata | Bronze | Total |
| ------------------- | -------------------------- | ---- | ----- | ------ | ----- |
| 1                   | Rússia (RUS)               | 88   | 63    | 61     | 212   |
| 2                   | China (CHN)                | 69   | 67    | 49     | 185   |
| 3                   | União Soviética (URS)      | 67   | 48    | 35     | 150   |
| 4                   | Japão (JPN)                | 54   | 72    | 76     | 202   |
| 5                   | Ucrânia (UKR)              | 46   | 50    | 49     | 145   |
| 6                   | Roménia (ROU)              | 30   | 23    | 26     | 79    |
| 7                   | Coreia do Sul (KOR)        | 15   | 15    | 21     | 51    |
| 8                   | Coreia do Norte (PRK)      | 14   | 12    | 11     | 37    |
| 9                   | Bielorrússia (BLR)         | 9    | 16    | 15     | 40    |
| 10                  | Hungria (HUN)              | 9    | 8     | 8      | 25    |
| 11                  | Bulgária (BUL)             | 6    | 4     | 6      | 16    |
| 12                  | Taipé Chinesa (TPE)        | 5    | 4     | 7      | 16    |
| 13                  | França (FRA)               | 5    | 3     | 1      | 9     |
| 14                  | Canadá (CAN)               | 4    | 4     | 8      | 16    |
| 15                  | Itália (ITA)               | 4    | 4     | 6      | 14    |
| 16                  | Grã-Bretanha (GBR)         | 4    | 1     | 3      | 8     |
| 17                  | Estados Unidos (USA)       | 3    | 13    | 20     | 36    |
| 18                  | Cazaquistão (KAZ)          | 3    | 9     | 7      | 19    |
| 19                  | Cuba (CUB)                 | 3    | 3     | 3      | 9     |
| 20                  | Brasil (BRA)               | 3    | 3     | 1      | 7     |
| 21                  | Arménia (ARM)              | 3    | 0     | 0      | 3     |
| 22                  | Croácia (CRO)              | 2    | 0     | 2      | 4     |
| 23                  | Austrália (AUS)            | 2    | 0     | 0      | 2     |
| 24                  | Azerbaijão (AZE)           | 1    | 5     | 1      | 7     |
| 25                  | Alemanha (GER)             | 1    | 4     | 3      | 8     |
| 26                  | Bélgica (BEL)              | 1    | 2     | 1      | 4     |
| 27                  | México (MEX)               | 1    | 2     | 0      | 3     |
| 28                  | Letónia (LAT)              | 1    | 1     | 0      | 2     |
| 28                  | Países Baixos (NED)        | 1    | 1     | 0      | 2     |
| 30                  | Eslovénia (SLO)            | 1    | 0     | 2      | 3     |
| 31                  | Alemanha Ocidental (FRG)   | 1    | 0     | 1      | 2     |
| 32                  | República Dominicana (DOM) | 1    | 0     | 0      | 1     |
| 33                  | Turquia (TUR)              | 0    | 2     | 2      | 4     |
| 34                  | Polónia (POL)              | 0    | 2     | 1      | 3     |
| 35                  | Finlândia (FIN)            | 0    | 1     | 2      | 3     |
| 36                  | Iugoslávia (YUG)           | 0    | 1     | 1      | 2     |
| 36                  | Portugal (POR)             | 0    | 1     | 1      | 2     |
| 38                  | Checoslováquia (TCH)       | 0    | 1     | 0      | 1     |
| 38                  | Israel (ISR)               | 0    | 1     | 0      | 1     |
| 38                  | Áustria (AUT)              | 0    | 1     | 0      | 1     |
| 41                  | Espanha (ESP)              | 0    | 0     | 3      | 3     |
| 42                  | Chipre (CYP)               | 0    | 0     | 1      | 1     |
| 42                  | Chéquia (CZE)              | 0    | 0     | 1      | 1     |
| 42                  | Estónia (EST)              | 0    | 0     | 1      | 1     |
| 42                  | Hong Kong (HKG)            | 0    | 0     | 1      | 1     |
| 42                  | Suíça (SUI)                | 0    | 0     | 1      | 1     |
| Total (46 entradas) | Total (46 entradas)        | 457  | 447   | 438    | 1342  |

## Ginástica artística
| Jogos  | Ano  | Cidade-sede       | País anfitrião  | Vencedor        | Segundo lugar   | Terceiro lugar  |
| ------ | ---- | ----------------- | --------------- | --------------- | --------------- | --------------- |
| II     | 1961 | Sófia             | Bulgária        | União Soviética | Japão           | Bulgária        |
| III    | 1963 | Porto Alegre      | Brasil          | Japão           | Hungria         | União Soviética |
| IV     | 1965 | Budapeste         | Hungria         | Hungria         | Japão           | União Soviética |
| V      | 1967 | Tóquio            | Japão           | Japão           | Estados Unidos  | Coreia do Sul   |
| VI     | 1970 | Torino            | Itália          | União Soviética | Japão           | Estados Unidos  |
| VII    | 1973 | Moscou            | União Soviética | União Soviética | Roménia         | Cuba            |
| IX     | 1977 | Sófia             | Bulgária        | União Soviética | Roménia         | Japão           |
| X      | 1979 | Cidade do México  | México          | União Soviética | Roménia         | Japão           |
| XI     | 1981 | Bucareste         | Roménia         | Roménia         | China           | União Soviética |
| XII    | 1983 | Edmonton          | Canadá          | União Soviética | Roménia         | China           |
| XIII   | 1985 | Kobe              | Japão           | União Soviética | Roménia         | China           |
| XIV    | 1987 | Zagreb            | Iugoslávia      | União Soviética | China           | Roménia         |
| XVI    | 1991 | Sheffield         | Reino Unido     | Coreia do Norte | União Soviética | China           |
| XVII   | 1993 | Buffalo           | Estados Unidos  | Ucrânia         | China           | Bielorrússia    |
| XVIII  | 1995 | Fukuoka           | Japão           | China           | Japão           | Rússia          |
| XIX    | 1997 | Sicília           | Itália          | China           | Japão           | Rússia          |
| XX     | 1999 | Palma de Mallorca | Espanha         | Rússia          | Bielorrússia    | Ucrânia         |
| XXI    | 2001 | Pequim            | China           | China           | Rússia          | Japão           |
| XXII   | 2003 | Daegu             | Coreia do Sul   | Coreia do Sul   | China           | Ucrânia         |
| XXIII  | 2005 | Izmir             | Turquia         | China           | Japão           | Brasil          |
| XXIV   | 2007 | Bangkok           | Tailândia       | Japão           | China           | Ucrânia         |
| XXV    | 2009 | Belgrado          | Sérvia          | China           | Japão           | Rússia          |
| XXVI   | 2011 | Shenzhen          | China           | Japão           | China           | Roménia         |
| XXVII  | 2013 | Kazan             | Rússia          | Rússia          | Japão           | Brasil          |
| XXVIII | 2015 | Gwangju           | Coreia do Sul   | Rússia          | Japão           | Ucrânia         |
| XXIX   | 2017 | Taipé             | Taiwan          | Rússia          | Japão           | Canadá          |
| XXX    | 2019 | Nápoles           | Itália          | Japão           | Taipé Chinesa   | Rússia          |
| XXXI   | 2021 | Chengdu           | China           | China           | Japão           | Cazaquistão     |

| Pos.                | País                       | Ouro | Prata | Bronze | Total |
| ------------------- | -------------------------- | ---- | ----- | ------ | ----- |
| 1                   | China (CHN)                | 69   | 57    | 49     | 175   |
| 2                   | União Soviética (URS)      | 67   | 48    | 35     | 150   |
| 3                   | Japão (JPN)                | 52   | 53    | 60     | 165   |
| 4                   | Rússia (RUS)               | 37   | 33    | 40     | 110   |
| 5                   | Roménia (ROM)              | 30   | 20    | 22     | 72    |
| 6                   | Ucrânia (UKR)              | 21   | 20    | 25     | 66    |
| 7                   | Coreia do Sul (KOR)        | 11   | 12    | 16     | 39    |
| 8                   | Coreia do Norte (PRK)      | 9    | 8     | 6      | 23    |
| 9                   | Bielorrússia (BLR)         | 7    | 7     | 3      | 17    |
| 10                  | Hungria (HUN)              | 6    | 9     | 9      | 24    |
| 11                  | Taipé Chinesa (TPE)        | 5    | 2     | 6      | 13    |
| 12                  | Canadá (CAN)               | 4    | 4     | 7      | 15    |
| 13                  | França (FRA)               | 4    | 3     | 0      | 7     |
| 14                  | Itália (ITA)               | 4    | 2     | 5      | 11    |
| 15                  | Grã-Bretanha (GBR)         | 4    | 1     | 3      | 8     |
| 16                  | Estados Unidos (USA)       | 3    | 13    | 19     | 35    |
| 17                  | Cazaquistão (KAZ)          | 3    | 7     | 2      | 12    |
| 18                  | Cuba (CUB)                 | 3    | 3     | 4      | 10    |
| 19                  | Brasil (BRA)               | 3    | 3     | 1      | 7     |
| 20                  | Arménia (ARM)              | 3    | 0     | 0      | 3     |
| 21                  | Croácia (CRO)              | 2    | 0     | 1      | 3     |
| 22                  | Austrália (AUS)            | 2    | 0     | 0      | 2     |
| 23                  | Alemanha (GER)             | 1    | 3     | 3      | 7     |
| 24                  | Bélgica (BEL)              | 1    | 2     | 1      | 4     |
| 25                  | Letónia (LAT)              | 1    | 2     | 0      | 3     |
| 25                  | México (MEX)               | 1    | 2     | 0      | 3     |
| 27                  | Países Baixos (NED)        | 1    | 1     | 0      | 2     |
| 28                  | Eslovénia (SLO)            | 1    | 0     | 2      | 3     |
| 29                  | Azerbaijão (AZE)           | 1    | 0     | 0      | 1     |
| 29                  | República Dominicana (DOM) | 1    | 0     | 0      | 1     |
| 31                  | Polónia (POL)              | 0    | 2     | 1      | 3     |
| 31                  | Turquia (TUR)              | 0    | 2     | 1      | 3     |
| 33                  | Iugoslávia (YUG)           | 0    | 1     | 1      | 2     |
| 33                  | Portugal (POR)             | 0    | 1     | 1      | 2     |
| 35                  | Checoslováquia (TCH)       | 0    | 1     | 0      | 1     |
| 35                  | Finlândia (FIN)            | 0    | 1     | 0      | 1     |
| 35                  | Áustria (AUT)              | 0    | 1     | 0      | 1     |
| 38                  | Bulgária (BUL)             | 0    | 0     | 4      | 4     |
| 39                  | Espanha (ESP)              | 0    | 0     | 2      | 2     |
| 40                  | Chipre (CYP)               | 0    | 0     | 1      | 1     |
| 40                  | Hong Kong (HKG)            | 0    | 0     | 1      | 1     |
| 40                  | Suíça (SUI)                | 0    | 0     | 1      | 1     |
| Total (42 entradas) | Total (42 entradas)        | 357  | 324   | 332    | 1013  |

## Ginástica rítmica
| Jogos  | Ano  | Cidade-sede | País anfitrião | Vencedor        | Segundo lugar | Terceiro lugar |
| ------ | ---- | ----------- | -------------- | --------------- | ------------- | -------------- |
| XV     | 1991 | Sheffield   | Reino Unido    | Coreia do Norte | China         | Japão          |
| XVII   | 1995 | Fukuoka     | Japão          | Bulgária        | Rússia        | -              |
| XVIII  | 1997 | Sicília     | Itália         | Ucrânia         | Bielorrússia  | Rússia         |
| XXI    | 2001 | Pequim      | China          | Ucrânia         | Rússia        | China          |
| XXII   | 2003 | Daegu       | Coreia do Sul  | Rússia          | Ucrânia       | Japão          |
| XXIII  | 2005 | Izmir       | Turquia        | Ucrânia         | Rússia        | Japão          |
| XXIV   | 2007 | Bangkok     | Tailândia      | Ucrânia         | Rússia        | Japão          |
| XXV    | 2009 | Belgrado    | Sérvia         | Rússia          | Ucrânia       | Japão          |
| XXVI   | 2011 | Shenzhen    | China          | Rússia          | China         | Ucrânia        |
| XXVIII | 2013 | Kazan       | Rússia         | Rússia          | Ucrânia       | Japão          |
| XXVIII | 2015 | Gwangju     | Coreia do Sul  | Coreia do Sul   | Rússia        | Ucrânia        |
| XXIX   | 2017 | Taipé       | Taiwan         | Rússia          | Ucrânia       | Taipé Chinesa  |
| XXX    | 2019 | Nápoles     | Itália         | Rússia          | Ucrânia       | Azerbaijão     |
| XXXI   | 2021 | Chengdu     | China          | Ucrânia         | China         | Hungria        |

| Pos.                | País                  | Ouro | Prata | Bronze | Total |
| ------------------- | --------------------- | ---- | ----- | ------ | ----- |
| 1                   | Rússia (RUS)          | 52   | 30    | 21     | 103   |
| 2                   | Ucrânia (UKR)         | 26   | 29    | 21     | 76    |
| 3                   | China (CHN)           | 7    | 5     | 6      | 18    |
| 4                   | Bulgária (BUL)        | 6    | 4     | 3      | 13    |
| 5                   | Coreia do Norte (PRK) | 5    | 4     | 4      | 13    |
| 6                   | Coreia do Sul (KOR)   | 3    | 3     | 2      | 8     |
| 7                   | Bielorrússia (BLR)    | 2    | 9     | 12     | 23    |
| 8                   | Hungria (HUN)         | 2    | 0     | 0      | 2     |
| 9                   | Japão (JPN)           | 1    | 13    | 19     | 33    |
| 10                  | França (FRA)          | 1    | 0     | 1      | 2     |
| 11                  | Azerbaijão (AZE)      | 0    | 5     | 1      | 6     |
| 12                  | Cazaquistão (KAZ)     | 0    | 2     | 6      | 8     |
| 13                  | Taipé Chinesa (TPE)   | 0    | 2     | 1      | 3     |
| 14                  | Israel (ISR)          | 0    | 1     | 0      | 1     |
| 14                  | Itália (ITA)          | 0    | 1     | 0      | 1     |
| 16                  | Finlândia (FIN)       | 0    | 0     | 2      | 2     |
| 17                  | Canadá (CAN)          | 0    | 0     | 1      | 1     |
| 17                  | Estados Unidos (USA)  | 0    | 0     | 1      | 1     |
| 17                  | Estónia (EST)         | 0    | 0     | 1      | 1     |
| Total (19 entradas) | Total (19 entradas)   | 105  | 108   | 102    | 315   |

## Ginástica aeróbica
| Pos.               | País                | Ouro | Prata | Bronze | Total |
| ------------------ | ------------------- | ---- | ----- | ------ | ----- |
| 1                  | China (CHN)         | 5    | 0     | 0      | 5     |
| 2                  | Roménia (ROM)       | 1    | 1     | 2      | 4     |
| 3                  | Coreia do Sul (KOR) | 1    | 0     | 2      | 3     |
| 4                  | Rússia (RUS)        | 0    | 4     | 1      | 5     |
| 5                  | Itália (ITA)        | 0    | 0     | 1      | 1     |
| Total (5 entradas) | Total (5 entradas)  | 7    | 5     | 6      | 18    |